# 黃埔十道菜
黃埔十道菜，又稱黃埔十項全能、黃埔十大酷刑，是中華民國政府在臺灣對中華民國國軍部隊之幹部體罰下屬的一些方式，此術語也因電影、電視的軍教片盛行，而為大眾所知。
其是黃埔軍校在臺復校後，早期幹部創制，原先用於處罰學生之方式，後衍伸於國軍的各部隊。早期軍校學生教育是鐵的紀律勝過愛的教育，強調服從，不准辯解，強調「合理的訓練是『訓練』，不合理的訓練叫『磨練』」。不過隨著時代演進，軍中教育逐漸講求人性化之管理，體罰情事較少發生。

## 一般“菜色”
1. 棉被操：主要處罰內務整理不好者。將棉被蓋在身上，頭戴鋼盔，在棉被內邊唱軍歌邊做伏地挺身，有時是全副武裝抱棉被跑步，或交互蹲跳（英语：Split jump (exercise)）。
2. 大風吹：以最快的動作換床位，上下左右對調。有時甚至會玩到全連隊都動了起來，如：第一排換第三排，第二排再換第一排。
3. 灌唱片：以左手食指按在地上為圓心，人繞著自己旋轉，大聲唱軍歌〈九條好漢在一班〉。
4. 黃埔咖啡：又稱「黃埔人蔘茶」、「巴西咖啡」，主要處罰不依規定，偷偷吸菸者。將數支香菸，取出菸草，全部用開水泡開，然後倒入鋼杯（甚至鋼盔）中喝掉。另一種方式稱作「北港香爐」，是要求受罰者將許多支菸同時抽完。
5. 人造衛星：這種體罰多半是針對部隊行進間答數出差錯的人。全連隊的人在跑步時，被罰的人再繞著部隊跑，像人造衛星一樣。
6. 跨海大橋：又叫「桂河大橋」，關渡師等部隊稱為「關渡大橋」。受罰者身體橫跨水溝或兩張床舖之間撐著。此外亦有進階版，要受罰者做伏地挺身；這樣的處罰好處是無法偷懶，因為偷懶與乏力者會跌到地下。
7. 遊龍地虎：又叫「環遊世界」。受罰者由通舖的一端爬到另一端，然後再爬回來。
8. 親愛精誠：又叫「我佛慈悲」、「大發慈悲」，主要處罰禮儀不佳者。受罰者必須對著樹木或柱子大喊數次至數百次「長官好」。
9. 田邊俱樂部：又稱「五燈獎」，名稱出自台灣田邊製藥贊助之台視綜藝節目《五燈獎》。方法是受罰者僅著內褲，赤裸上半身罰站於廁所旁邊唱歌、餵蚊子。
10. 黃埔大地震：簡稱「大地震」。這是最著名的一道「菜」，阿兵哥多視如畏途。新兵訓練中心的新兵幾乎天天都會品嘗到這道「菜」。當部隊中有人物品失竊時，也會利用這方法尋找失物。全連的兵所有內務及私人物品全部集中，堆成一座小山，檢查是否有違禁品（手機、香菸等），幹部一聲令下，限時歸定位，否則重來一次。進階版「大地震」是給一個完成不了的時間，玩到幹部高興為止。

## 其它著名“菜色”
1. 七龍珠：主要出現在海巡各部隊中。施懲者手持做好記號的石頭數顆，丟於石堆，受罰者需迅速找回石頭。因過程類似日本漫畫《七龍珠》，故名。
2. 鐵板燒：在燠熱之中午，被罰者以腹部直挺向上，或是弓起身子，背部呈平板狀，於上置物，如鐵板燒烹調食物。另一種方式是不置物，就叫「關渡橋」（關渡師）、「關東橋」（關東橋新兵訓練中心）或「奈何橋」（其他部隊）。
3. 掛香腸：又稱「吊豬肉」，主要懲罰單槓測驗不及格者。被懲罰者腳離地，雙手掛在單槓上若干時間；若摔落地面，則要繼續增加時數。
4. 拋繡球：施懲者從樓上丟擲棉被至地面，受罰者必須立刻由二樓衝下去接，接到為止。
5. 頭城搶孤：或稱「恆春搶孤」。一群受罰者同爬一竿，落後者須繼續再爬數次至數百次。
6. 螞蟻上樹：要求受罰者爬上鐵桿後，抱緊鐵桿，固定於一點，不能上也不能下。
7. 打草驚蛇：要求兩手反背於背後，匍匐前進。
8. 西施托腮：又稱「美人托腮」、「美人捧面」，要人以手肘與腳尖著地，並以兩手托住下顎。
9. 仰天長嘯：一般是處罰吵鬧、閒聊者。處罰方式為把嘴張開，仰望天空若干時間。
10. 頂天立地：半蹲於床的下鋪，以頭頂著上鋪。
11. 倒掛金鉤：將兩腳倒懸於床上鋪，雙手撐地。
12. 旱地拔蔥：徒手在草地上拔完所有的草，或者是拔取一棵小樹直至成功為止。
13. 遨遊四海：或稱「旱地游水」，人趴在長凳上，不停做著游泳的動作。
14. 讀書救國：又稱「文武雙全」，持槍罰站，另一手必須翻閱課本。另外一種玩法叫「修成正果」：或稱「誦經打坐」。一手持步槍，盤腿坐在烈日之下背誦文句，常是「單兵戰鬥教練報告詞」。
15. 倒背如流：寫下一段文字供人背誦，並要求其倒著將這段文字默背出來。
16. 我愛林旺：又叫「波斯戰象」。一手捏鼻作一圈狀，另一手持步槍穿過其圈，模仿象鼻，罰站。
17. 細水長流：以水壺裝水，打掃廁所的尿垢、屎垢，不可使用刷子與自來水。
18. 井底之蛙：由一樓地面蛙跳至二樓，再蛙跳回一樓，且必須喊叫「呱呱」。
19. 推窗望月：在窗臺上面罰跪，望著一輪月光，倍感悽涼、痛苦。
20. 田單復國：又名「飛躍的羚羊」、「西班牙鬥牛」，要求受罰者將雙手食指、中指伸出，置於頭頂兩端，假裝自己為「牛」或「羚羊」，全副武裝，背著步槍繞集合場跑步。
21. 流星追月：又名「鬼影追追追」、「電光操」，主要出現在海巡部隊中。施懲者手持手電筒，隨意照向某地，受罰者需迅速跑至某地；每當追到後，手電筒的燈光便會立即換地方照，受罰者又要迅速跑至該地。此外亦有進階版，是照向樹上或牆上等難以跑到的地方，受罰者同樣要設法移動到該地去。因手電筒的燈光呈圓型，故被稱為月；受罰者需要迅速移動，故被稱為流星；「流星追月」一詞即此故。因為是利用手電筒的光做為處罰工具，「電光操」一詞即因此而來。「鬼影追追追」則是當時著名的靈異電視節目名稱，時常播放靈異影片，士兵戲以為稱號。
22. 姜太公釣魚：受罰者蹲在板凳上，手持掃把，上掛著裝滿水的水桶。
23. 定格踢正步：要求正步行進者停止動作，將單腳懸於空中。
24. 舒跑運動員：受罰者模仿「舒跑」運動飲料商標人物之動作罰站。另種玩法稱「勞斯萊斯小天使」。則是受罰者效法勞斯萊斯天使商標（Spirit of Ecstasy）人物之姿勢罰站。相似者為「家尬」，名稱來自汽車品牌Jaguar之讀音，受罰者須模仿該品牌之躍豹商標（嘴需張開）維持一段指定時間。有的部隊是「寶獅」，即模仿汽車品牌「寶獅」商標。
25. 黃埔點唱機：將受罰者關在內務櫃中，由施懲者點歌，要求其唱出指定歌曲。如有忘詞或走音等缺失，另行處罰。另種玩法為「百萬大歌星」，施懲者隨意唱歌，要求受罰者接唱下句歌詞，如有錯誤，另行處罰。多半用在軍歌測驗不及格者。
26. 大英博物館：受罰者被關在內務櫃中蹲著，施懲者不斷地打開櫃門，受罰者要做出不同表情，如表情雷同，即被處罰。
27. 衝鋒發起時：將大批受罰者集合於遠處，施懲者在遠處打開一房門，吹哨，命受罰者跑入，落後者即被處罰。另外一種玩法叫「長春保衛戰」或「南京保衛戰」，所有受罰者入門後，施懲者出門，將門反鎖，內中必定擁擠不堪，直到施懲者願意開門為止。也有另一種玩法叫做「同命鴛鴦」，又稱「出櫃同志」、「肌膚之親」。將兩人關在同一個內務櫃中若干時間，兩人會感到萬分擁擠難受。
28. 離開地球表面：要受罰者在數秒內爬上樹木或建築物。
29. 波比八式：又稱「剝皮八式」，英文的Burpee，為健身的無氧運動，共有八個動作，必須連續一直操作，分別是曲腿後伸、曲腿前伸、伏地挺身、仰臥起坐、衝刺來回、側並步、彈跳伸展、屈膝彈跳。
30. 閃電霹靂手：受罰者單手平舉步槍快速來回推拉，快速消耗大量體力。

## 衍生菜色
- 阿魯巴：眾人把受罰者抬起，打開其腿，移至柱狀物或門磨擦其下體。此為過去臺灣大多數中學男生打鬧方式之一，有時在軍中亦會使用。
- 羞恥訓練：班長命令小兵脫光衣服一絲不掛給班長身體檢查！要立正站好任班長摸及前列腺液檢查且，不能動會處罰！處罰是脫掉褲子戴上肛塞被打屁股！打完時還要被班長玩弄。
- 裸體體能訓練：全身只穿內褲、鞋襪訓練，表現不好沒收內褲進行體能訓練。如開合跳、交互蹲跳、伏地挺身等訓練！

## 註解
1. ↑  .   [2016-03-27]. （原始内容存档于2007-01-27）.
2. ↑  .   [2014-05-25]. （原始内容存档于2014-05-25）.
3. ↑  .   [2015-12-01]. （原始内容存档于2020-07-26）.